# Schwere Panzerabteilung 502
Lo Schwere Panzerabteilung (battaglione carri pesanti) 502 fu un reparto corazzato indipendente equipaggiato con carri pesanti che operò nella Wehrmacht durante la seconda guerra mondiale. Fu il primo reparto a ricevere, nel tardo 1942, i primi Panzer VI Tiger I. Combatté praticamente sul solo fronte orientale distruggendo durante tutto il corso della guerra 1.400 carri nemici e oltre 2.000 cannoni, divenendo il secondo reparto con più vittorie di tutto l'esercito tedesco.

## Comandanti di carro famosi
- Johannes Bolter (accreditato della distruzione di 139 carri armati nemici)
- Otto Carius (accreditato della distruzione di più di 150 carri armati nemici)
- Alfredo Carpaneto (accreditato della distruzione di più di 50 carri armati nemici)
- Albert Kerscher (accreditato della distruzione di più di 100 carri armati nemici)
- Heinz Kramer (accreditato della distruzione di più di 50 carri armati nemici)
- Johann Muller (accreditato della distruzione di 50 carri armati nemici)